# 東京海上日動 ROUTE38
『東京海上日動 ROUTE38』（とうきょうかいじょうにちどう ルート・サーティーエイト）は、TOKYO FMをキーステーションにJFN全国38局で毎週土曜日15:30-15:55に放送されているラジオ番組のシリーズ。東京海上日動火災保険の一社提供。
本項では後続番組の『東京海上日動 ROUTE38 〜LOVING HOME〜』及び『東京海上日動 LOVING HOME』についても述べる。

## 概説
2009年10月6日、当時のカウントダウンステーション第4部（15時台後半） にてスタート。サニーデイ・サービスの曽我部恵一がパーソナリティを務め、主に子育てについてのトークを展開した。曽我部編は2010年8月28日まで続いた。
2010年9月4日より、大橋マキ（フリーアナウンサー・タレント、元フジテレビアナウンサー）をパーソナリティに迎え『東京海上日動 ROUTE38 〜LOVING HOME〜』としてリニューアル、2013年3月30日まで2年半に亘って続いた。
2013年4月6日放送より『東京海上日動 LOVING HOME』に改題・リニューアル、引き続き大橋がパーソナリティを担当。

## 番組タイトル・パーソナリティ
- 『東京海上日動 ROUTE38』
  - 放送期間：2009年10月3日〜2010年8月28日
  - パーソナリティ：曽我部恵一（サニーデイ・サービス）
- 『東京海上日動 ROUTE38 〜LOVING HOME〜』
  - 放送期間：2010年9月4日〜2013年3月30日
  - パーソナリティ：大橋マキ
- 『東京海上日動 LOVING HOME』
  - 放送期間：2013年4月6日〜2015年3月27日
  - パーソナリティ：大橋マキ

## 東京海上日動 ROUTE38
曽我部恵一が、毎月1名のゲストを迎えトークを展開する。ミュージシャンであり、3人の子供の父親でもある曽我部が、自分と同じく父親の顔をもつ著名人をゲストに迎え、家族と子供について語り合った。
曽我部出演の最終回となった2010年8月28日放送は、曽我部が自らの子育てについて語った。

### マンスリーパパゲスト
番組に出演した父親代表ゲストは以下の通り。
| 放送年 | 月 | ゲスト                         | 職業                 | 備考                    |
| ------ | -- | ------------------------------ | -------------------- | ----------------------- |
| 2009年 | 10 | 杉浦太陽                       | 俳優                 |                         |
| 2009年 | 11 | レッド吉田（TIM）              | お笑いタレント       |                         |
| 2009年 | 12 | つるの剛士                     | 俳優、タレント、歌手 |                         |
| 2010年 | 01 | 荻原次晴                       | スポーツキャスター   |                         |
| 2010年 | 02 | 土田晃之                       | お笑いタレント       |                         |
| 2010年 | 03 | ペナルティ（ヒデ、ワッキー）   | お笑いコンビ         |                         |
| 2010年 | 04 | 清水圭                         | タレント             |                         |
| 2010年 | 05 | パパイヤ鈴木                   | ダンサー、振付師     |                         |
| 2010年 | 06 | 田村亮（ロンドンブーツ1号2号） | お笑いタレント       |                         |
| 2010年 | 07 | 高田延彦                       | 格闘家               |                         |
| 2010年 | 08 | 松本素生（GOING UNDER GROUND） | ミュージシャン       | 出演は8月21日放送回まで |

## 東京海上日動 ROUTE38 〜LOVING HOME〜
『東京海上日動 ROUTE38 〜LOVING HOME〜』（とうきょうかいじょうにちどう ルート・サーティーエイト ラビング・ホーム）は、2010年9月4日から2013年3月30日まで放送された番組。
元フジテレビアナウンサーの大橋マキがパーソナリティを担当。開始。TOKYO FMと東京海上日動火災保険との共同プロジェクト「HUMAN CONSCIOUS ACT LOVING HOME CAMPAIGN」の一環として放送された。本番組からは、ゲスト1組につき2週にわたって出演する形式を採用。

### ゲスト

#### 2010 - 2011年
- 田中律子（女優） - 2010.9.4[3]、11
- パトリック・ハーラン（お笑いタレント、パックンマックン） - 2010.9.18、25、10.2
- 金子貴俊（俳優） - 2010.10.9、16
- 吉田兄弟（三味線奏者） - 2010.10.23、30
- U字工事（お笑いコンビ） - 2010.11.6、13
- 新山千春（タレント） - 2010.11.20、27
- 岡本真夜（歌手） - 2010.12.4、11
- スザンヌ（タレント） - 2010.12.18、25
- サンドウィッチマン - 2011.1.1、8
- 中嶋朋子 - 2011.1.15、22
- 三倉茉奈・三倉佳奈 - 2011.1.29、2.5
- HOME MADE 家族 - 2011.2.12、19
- お中元（元ちとせ、中孝介） - 2011.2.26、3.5
- はなわ - 2011.3.19、26
- 原千晶 - 2011.4.2、9
- 山森大輔、豊田ヒロユキ（ロッカトレンチ） - 2011.4.16、23
- ISEKI、KUREI（キマグレン） - 2011.4.30、5.7
- MINMI - 2011.5.14、21
- 矢井田瞳 - 2011.5.28、6.4
- 高橋優 - 2011.6.11、18
- 越智志帆（Superfly）- 2011.6.25、7.2
- 平原綾香 - 2011.7.9、16
- 九州男 - 2011.7.23、30
- JUJU - 2011.8.6、13
- 城田優 - 2011.8.20、27
- SEAMO - 2011.9.3、10
- 夏川りみ - 2011.9.17、24
- 石黒彩 - 2011.10.1、8
- 渡辺満里奈 - 2011.10.15、22
- Def Tech - 2011.10.29、11.5
- 室井滋 - 2011.11.12、11.19
- 玉城千春（Kiroro） - 2011.11.26、12.3
- JAMOSA - 2011.12.10、12.17
- 浜島直子 - 2011.12.24、12.31

#### 2012 - 2013年
- 原口あきまさ - 2012.1.7、14
- MEGUMI - 2012.1.21、28
- 東野翠れん - 2012.2.4、11
- BONNIE PINK - 2012.2.18、25
- HY - 2012.3.3、10
- MONKEY MAJIK - 2012.3.17、24
- Crystal Kay - 2012.3.31、4.7
- BENI - 2012.4.14、21
- LiLiCo - 2012.4.28、5.5
- 若旦那（湘南乃風）- 2012.5.12、19
- Rake - 2012.5.26、6.2
- DIAMOND☆YUKAI - 2012.6.9、16
- 平子理沙 - 2012.6.23、30
- マギー審司 - 2012.7.7、14
- 山村隆太、阪井一生（flumpool）- 2012.7.21、28
- ギャル曽根 - 2012.8.4、11
- 井手綾香 - 2012.8.18
- ファンキー加藤、DJケミカル（FUNKY MONKEY BABYS）- 2012.8.25、9.1
- 石井竜也 - 2012.9.8、15
- 太志、TASSHI（Aqua Timez）- 2012.9.22、29
- 藤巻亮太（レミオロメン） - 2012.10.6、13
- JOY - 2012.10.20、27
- ASKA - 2012.11.3、10
- つるの剛士 - 2012.11.17、24
- AZU - 2012.12.1、8
- 清木場俊介 - 2012.12.15、22
- 本上まなみ - 2012.12.29、2013.1.5
- 水道橋博士 - 2013.1.12、19
- 横山剣（クレイジーケンバンド） - 2013.1.26、2.2
- KREVA - 2013.2.9、16
- 大沢あかね - 2013.2.23、3.2
- PUSHIM - 2013.3.9、16
- 植村花菜 - 2013.3.23、30

### その他
- 2010年10月2日に、番組初となる公開録音が東京都世田谷区三宿のカフェ「Andy café」で行われ、ゲストには金子貴俊が出演した[4]。この模様は10月9日と16日の2週にわたって放送。
- 2011年3月12日の放送は東北地方太平洋沖地震（東日本大震災）の報道特別番組のため放送休止となった[5]。
- 2012年9月29日はRadio 80では第67回国民体育大会（ぎふ清流国体）開会式に伴う特別番組編成のため20:00-20:25に繰り下げて放送された[6]。

## 東京海上日動 LOVING HOME
『東京海上日動 LOVING HOME』（とうきょうかいじょうにちどう ラビング・ホーム）は、2013年4月6日から放送中の番組。
前シリーズに引き続き、大橋マキがパーソナリティを担当。前番組から引き続き、TOKYO FMと東京海上日動火災保険との共同プロジェクト「HUMAN CONSCIOUS ACT LOVING HOME CAMPAIGN」の一環として放送。
なお、ゲストは1組につき2週にわたって出演する。

### これまでのゲスト

#### 2013年
- Sumire - 2013.4.6、13
- 森山直太朗 - 2013.4.20、27
- 遊助 - 2013.5.4、11
- 秦基博 - 2013.5.18、25
- Ms.OOJA - 2013.6.1、8
- 青山テルマ - 2013.6.15、22
- CHARA - 2013.6.29、7.6
- 土岐麻子 - 2013.7.13、20
- 中孝介 - 2013.7.27、8.3
- 島袋寛子 - 2013.8.10、17
- 優木まおみ - 2013.8.24、31
- 今井絵理子 - 2013.9.7、14
- 増子直純（怒髪天） - 2013.9.21、28
- 黒沢薫・安岡優（ゴスペラーズ） - 2013.10.5、12
- スザンヌ - 2013.10.19、26

## ネット局
JFN全国38局ネット、2013年4月現在
| 放送地域 | 放送局            |
| -------- | ----------------- |
| 東京都   | TOKYO FM ※制作局  |
| 北海道   | AIR-G'            |
| 青森県   | FM青森            |
| 岩手県   | FM岩手            |
| 宮城県   | Date fm           |
| 秋田県   | FMA               |
| 山形県   | Rhythm station    |
| 福島県   | ふくしまFM        |
| 栃木県   | RADIO BERRY       |
| 群馬県   | FMぐんま          |
| 新潟県   | FM-NIIGATA        |
| 富山県   | FMとやま          |
| 石川県   | HELLO FIVE        |
| 福井県   | FM福井            |
| 長野県   | FM長野            |
| 岐阜県   | FM GIFU           |
| 静岡県   | K-MIX             |
| 愛知県   | FM AICHI          |
| 三重県   | radio CUBE FM三重 |

| 放送地域       | 放送局                 |
| -------------- | ---------------------- |
| 滋賀県         | e-radio                |
| 大阪府         | FM OSAKA               |
| 兵庫県         | Kiss FM KOBE           |
| 鳥取県・島根県 | V-air                  |
| 岡山県         | FM岡山                 |
| 広島県         | HFM                    |
| 山口県         | FMY                    |
| 徳島県         | FM徳島                 |
| 香川県         | FM香川                 |
| 愛媛県         | JOEU-FM                |
| 高知県         | Hi-Six                 |
| 福岡県         | FM FUKUOKA             |
| 佐賀県         | FMS                    |
| 長崎県         | fm nagasaki            |
| 熊本県         | FMK エフエム・クマモト |
| 大分県         | Air-Radio FM88         |
| 宮崎県         | JOY FM                 |
| 鹿児島県       | μFM                    |
| 沖縄県         | FM沖縄                 |